# 금곡학술문화재단
금곡학술문화재단(金谷學術文化財團)www.kumgokfd.com은 율곡 및 면암선생의 유학사상을 연구하고 관련 학술단체를 지원할 목적으로 2008년 7월 9일 설립된 문화체육관광부 소관의 재단법인이다.

## 주요업무
- 율곡학 연구자 및 관련 학술단체 지원사업
- 율곡 및 면암선생의 저서에 대한 번역, 현대적 재해석 및 보급사업
- 사서삼경 강의 및 보급
- 율곡 및 면암선생의 저서 및 자료에 대한 데이터베이스 구축
- 율곡학 및 면암학 연구소 설립 운영
- 유학 경전 및 공맹사상의 계승 발전을 위한 세미나, 학술대회 탐방
- 금곡(金谷) 하연순 선생의 사상 연구 및 보급